# 向阳里街道
向阳里街道，是中华人民共和国山西省大同市平城区下辖的一个乡镇级行政单位。2021年3月，撤销向阳里街道，原向阳里街道的青年路、青年路北2个社区居委会为御河街道的行政区域，向阳里街道的柳港园西院、柳港园东院、柳港园南院、文博苑、向阳东街、工农路北、向阳西街、福寓苑、馨泰花园、工农路10个社区居委会的行政区域为新旺街道的行政区城，原向阳里街道的齿欣社区居委会为迎宾街道的行政区域，原向阳里街道的民和民富、民谐、民泰、民康、民悦、民嘉、民华、民安9个社区居委会为开源街道的行政区域。

## 行政区划
向阳里街道下辖以下地区：
青年路社区、向阳西街社区、向阳东街社区、工农路社区、福寓苑社区和齿欣社区。